# مسجد مرات پاشا

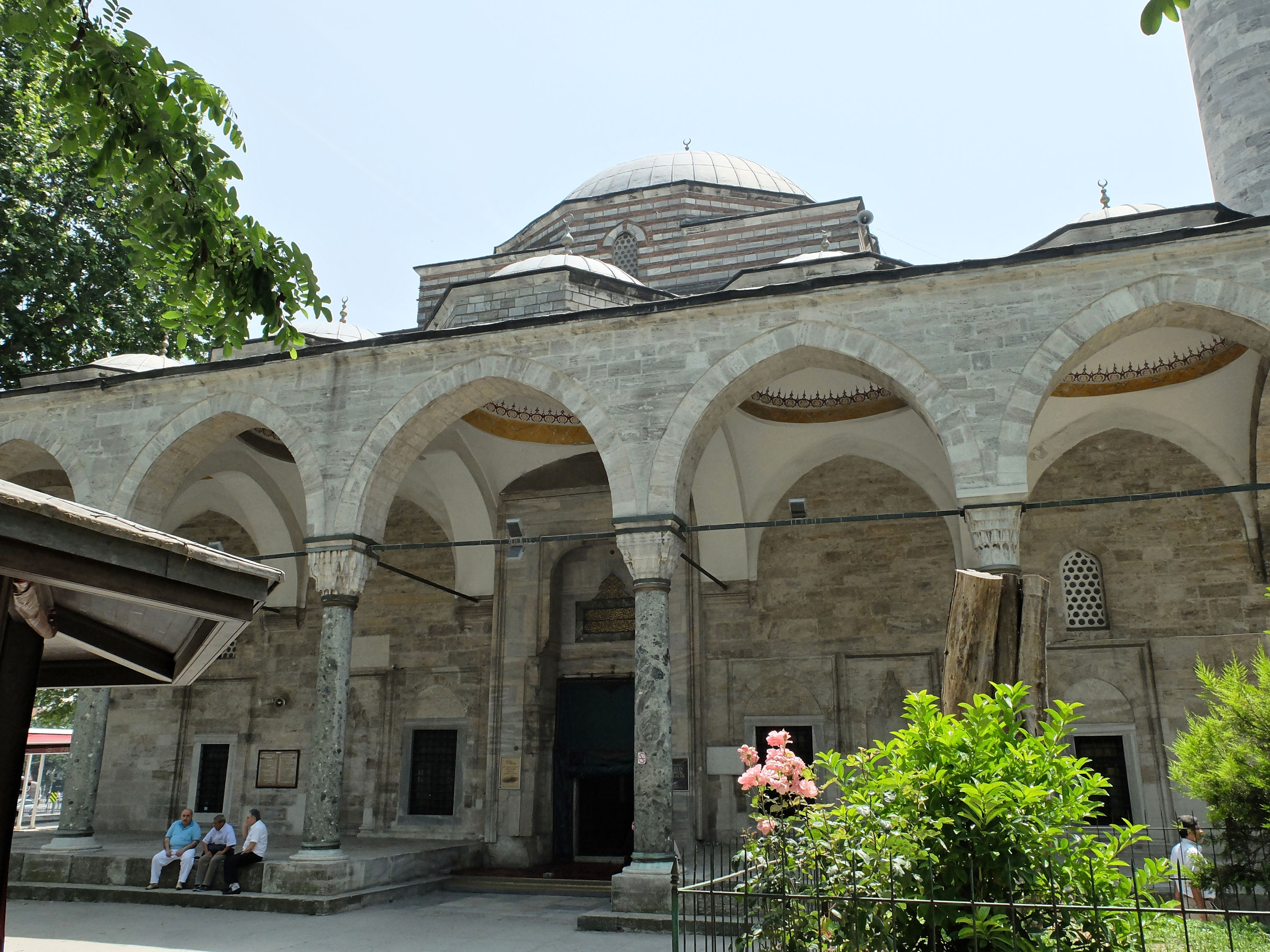

مسجد مورات پاشا (به ترکی استانبولی: Murat Paşa Camii) یک مسجد عثمانی متعلق به قرن پانزدهم است که بین دو خیابان شلوغ آکسارای و یوسف پاشا در منطقه فاتح استانبول، ترکیه قرار گرفته است.

## معماری

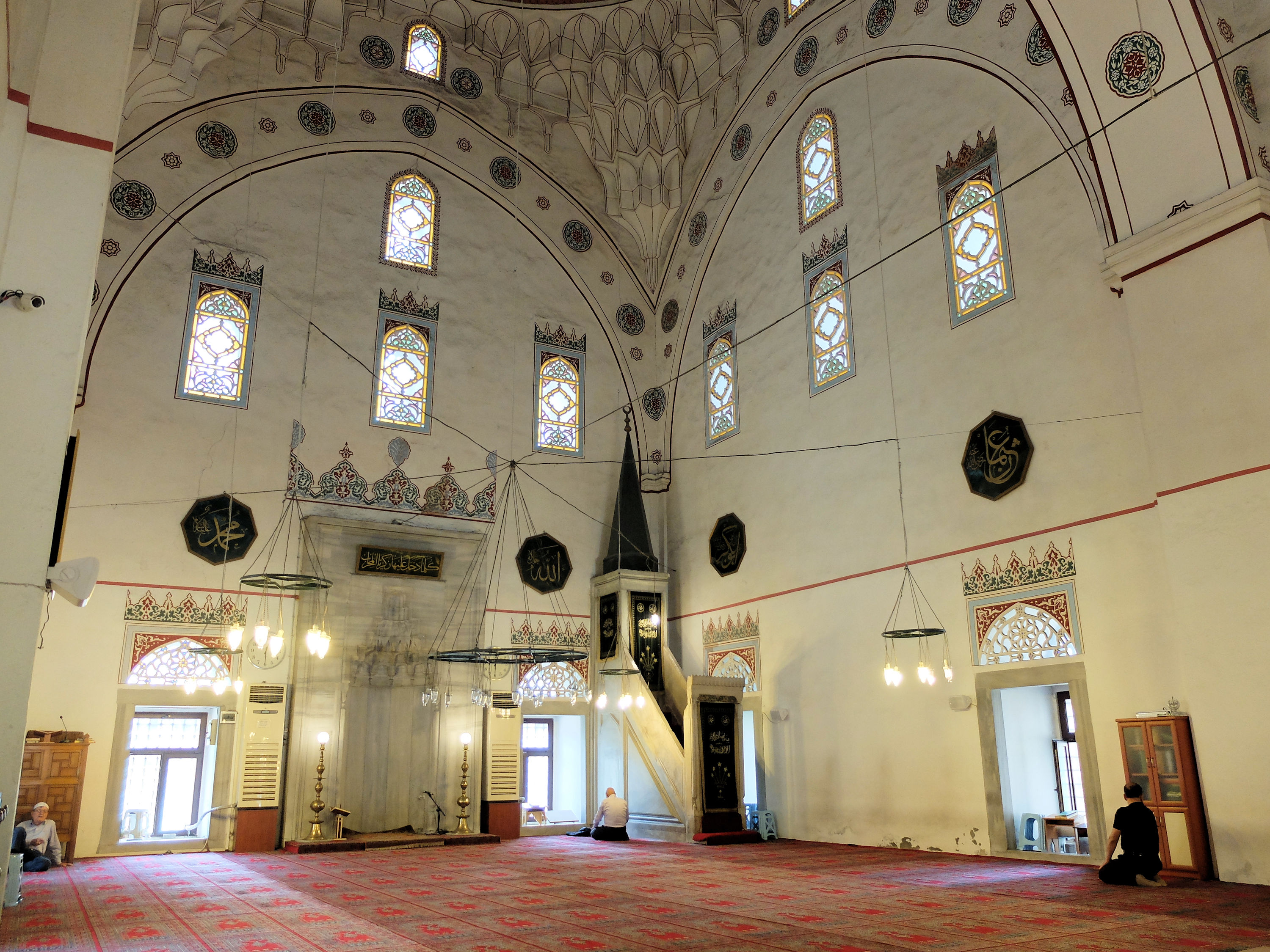
مسجد مراد پاشا ، محله آکسارای ،استانبول.

این مسجد در سالهای 1465-1466 توسط مراد پاشا (به ترکی Has Murat Paşa) [1] راه اندازی شد و پس از مرگ وی توسط برادرش مسیح پاشا که در اینجا دفن شد کامل شد.[2]
این مسجد به سبک اولیه عثمانی طراحی شده است که در بورسا کامل شده است. فضای اصلی یک مستطیل 2×1 است که توسط دو گنبد یکسان، هر کدام 21 متر (69 فوت) ارتفاع و با قطر 10.5 متر (34 فوت) پوشیده شده است. محراب و منبر در ضلع کوتاه مستطیل قرار دارند. نزدیک شدن به فضای اصلی از طریق یک طاقچه مانند کلیساهای بیزانسی انجام می شود. 